# Adrián Vallés (pilote automobile)
Pour les articles homonymes, voir Valles.
Adrián Vallés, né le 3 juin 1986 à Teulada (Alicante), est un pilote automobile espagnol.

## Biographie
Après une bonne carrière en karting, il pilota en Formule 3 espagnole, avant de partir en World Series by Nissan en 2004. Il continua dans cette série devenue World series by Renault en 2005 et finit second avec deux victoires.  En 2006, il intégra les GP2 Series au sein de l'écurie Campos Racing et eu l'occasion d'officier comme pilote d'essai pour le compte de l'équipe de Formule 1 Midland F1 Racing lors d'une séance d'essai privée à Silverstone, au Royaume-Uni en septembre 2006. Cette équipe fut rachetée et devint Spyker F1 Team et le 30 janvier 2007, Valles fut nommé pilote de réserve de l'équipe grâce aux soutiens de ses sponsors. En 2008 et 2009, il court en Superleague Formula pour Liverpool F.C. Il termine 4e en 2008 avec deux victoires et il est champion en 2009, à nouveau avec deux victoires. En 2010, son projet de courir en Formule 1 avec le team USF1 ne se concrétise pas.
Il compte une participation aux 24 Heures du Mans lors de l'édition 2008 avec l’équipe Epsilon Euskadi où il abandonne.

## Résultats en GP2 Series
| Saison | Écurie        | Courses disputées | Pole positions | Victoires | Points inscrits | Classement |
| 2006   | Campos Racing | 21                | 0              | 0         | 9               | 16e        |